# حصيرة طحلبية

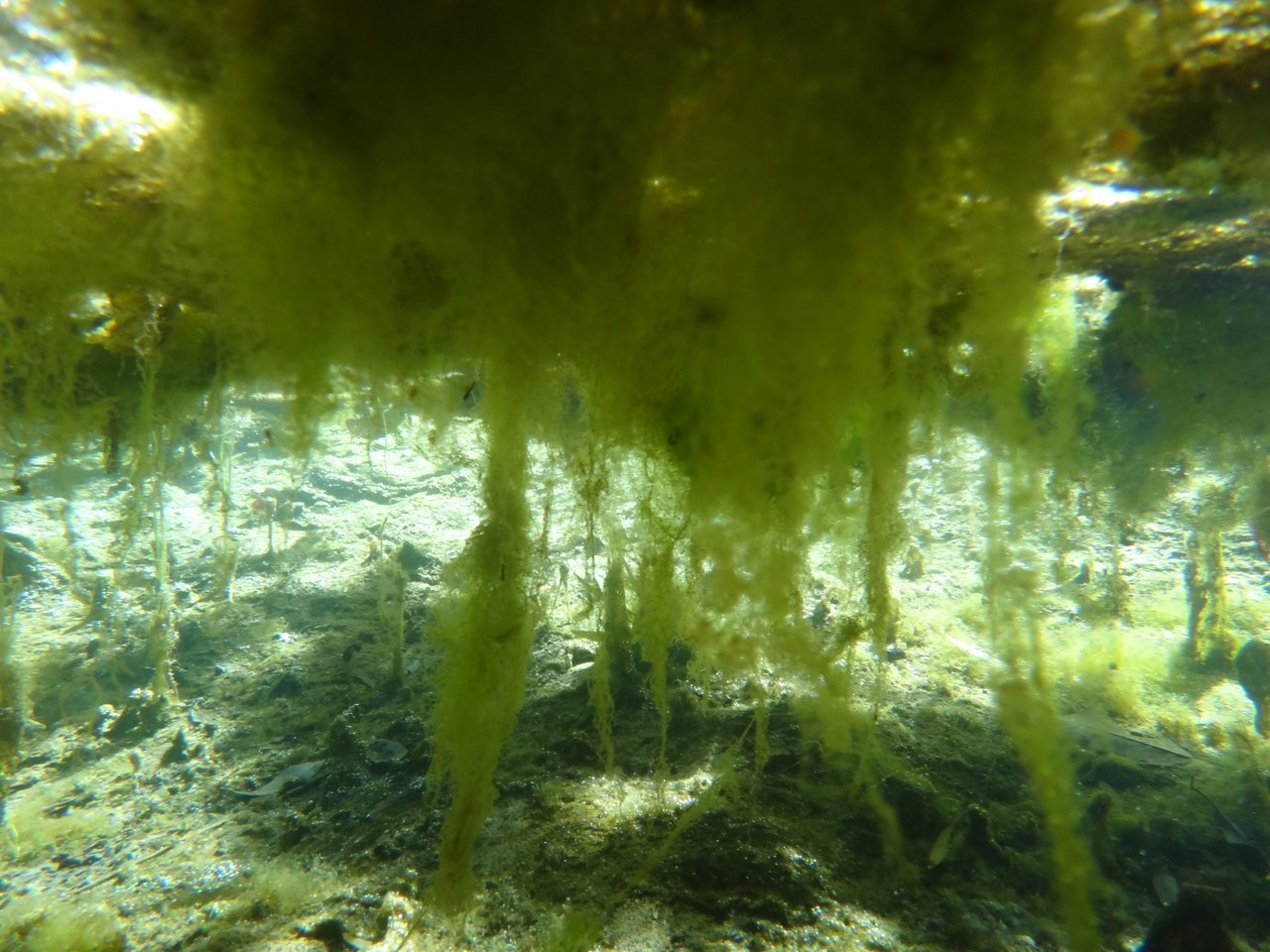
تظهر في أسفل الصورة حصيرة طحلبية عائمة

حصيرة طحلبية عبارة عن طبقة تتكون عادة من طحالب خيطية في القيعان الناعمة للبحار أو الماء العذب. ويمكن أن تُعد إحدى أنواع السجاد الميكروبي. فالطحالب والبكتيريا الزرقاء موجودة في كل مكان، وغالبًا ما تتشكل بداخل عمود الماء وتستقر في القاع. وفي البيئات الضحلة، غالبًا ما تجف تمامًا وما تلبث أن تعود للحياة ثانية مع قدوم الماء و ضوء الشمس. قد تتشكل طبقات من ستروماتوليت بهذه الطريقة (راجع خليج القرش للاطلاع على مثال حديث). قد تبدأ هذه العملية في أي بركة مياه - حيث يحفز ضوء الشمس تلك العملية وفي أسرع وقت يكوّن التمثيل الضوئي طبقة خضراء في البركة. قد تجف البركة تاركة طبقة رقيقة من الحصيرة «الطحلبية» وتترك خلفها شقوق الطين. تشتمل خاصية التواتر على عملية الترطيب المتكررة (مطر)، وتكاثر الطحالب، وإعادة تجفيف المنطقة المترسبة الجديدة. يؤدي ذلك إلى ظهور طبقة فوق طبقة من الحصيرة الطحلبية وظهور طبقات طينية رقيقة ومتداخلة.
تم اكتشاف العديد من الأمثلة في السجلات الحفرية، بما في ذلك الرواسب المحتفظة بالشقوق الطينية وحتى تلك المحتفظة بآثار قطرات المطر. وإذا دخلت بعض الحيوانات في هذه العملية، حتى لو كانت ذبابة، فلديها فرصة ليتم حفظها داخل السلسلة المترسبة. ومع ذلك، فمن المرجح أن يتم العثور على شيء يتميز بقوقعة تسهل المحافظة عليه، مثل الحلزون.